# Discografia di Hozier
La discografia di Hozier, cantautore e musicista irlandese, comprende tre album in studio, otto EP e ventidue singoli.

## Album in studio
| Anno | Titolo | Classifiche | Classifiche | Classifiche | Classifiche | Classifiche | Classifiche | Classifiche | Classifiche | Certificazioni                                                                                               |
| Anno | Titolo | IRE         | AUS         | CAN         | NLD         | NZL         | SWI         | UK          | USA         | Certificazioni                                                                                               |
| ---- | --- | ----------- | ----------- | ----------- | ----------- | ----------- | ----------- | ----------- | ----------- | --- |
| 2014 | Hozier - Pubblicato: 19 settembre 2014 - Etichetta: Rubyworks, Island - Formati: CD, LP, download digitale, streaming     | 1           | 3           | 2           | 7           | 3           | 14          | 3           | 2           | - AUS: Platino (2) - CAN: Platino (7) - NLD: Platino - NZL: Platino (6) - UK: Platino (3) - USA: Platino (4) |
| 2019 | Wasteland, Baby! - Pubblicato: 9 dicembre 2022 - Etichetta: Top Dawg, RCA - Formati: CD, LP, download digitale, streaming | 1           | 8           | 9           | 3           | 9           | 16          | 6           | 1           | - CAN: Platino - UK: Oro - USA: Platino                                                                      |
| 2023 | Unreal Unearth - Pubblicato: 9 dicembre 2022 - Etichetta: Top Dawg, RCA - Formati: CD, LP, download digitale, streaming   | 1           | 13          | 7           | 2           | 2           | 5           | 1           | 3           | - NZL: Platino - UK: Oro - USA: Platino                                                                      |

## Extended play
| Anno                                                                                          | Titolo                                                                                              | Classifiche | Classifiche | Classifiche |
| Anno                                                                                          | Titolo                                                                                              | CAN         | SWI         | USA         |
| --------------------------------------------------------------------------------------------- | --------------------------------------------------------------------------------------------------- | ----------- | ----------- | ----------- |
| 2013                                                                                          | Take Me To Church - Pubblicato: 2013 - Etichetta: Rubyworks - Formati: Download digitale            | —           | —           | 107         |
| 2014                                                                                          | From Eden - Pubblicato: 9 marzo 2014 - Etichetta: Rubyworks - Formati: Download digitale            | —           | —           | —           |
| 2014                                                                                          | Spotify Sessions London - Pubblicato: 2014 - Etichetta: Rubyworks - Formati: Download digitale      | —           | —           | —           |
| 2015                                                                                          | Live in America - Pubblicato: 31 luglio 2015 - Etichetta: Rubyworks - Formati: Download digitale    | —           | —           | —           |
| 2018                                                                                          | Nina Cried Power - Pubblicato: 7 settembre 2018 - Etichetta: Rubyworks - Formati: Download digitale | 33          | —           | 60          |
| 2019                                                                                          | Spotify Singles - Pubblicato: 2019 - Etichetta: Rubyworks - Formati: Download digitale              | —           | —           | —           |
| 2023                                                                                          | Eat Your Young - Pubblicato: 17 marzo 2023 - Etichetta: Rubyworks - Formati: Download digitale      | —           | —           | —           |
| 2024                                                                                          | Unheard - Pubblicato: 22 marzo 2024 - Etichetta: Rubyworks - Formati: Download digitale             | 8           | 57          | 10          |
| "—" indica che l'opera non si è classificata o che non è stata pubblicata in quel territorio. | |             |             |             |

## Singoli

### Come artista principale
| Anno                                                                                          | Titolo                                  | Classifiche | Classifiche | Classifiche | Classifiche | Classifiche | Classifiche | Classifiche | Classifiche | Certificazioni                                                                                                  | Album di provenienza                           |
| Anno                                                                                          | Titolo                                  | IRE         | AUS         | CAN         | NLD         | NZL         | SWI         | UK          | USA         | Certificazioni                                                                                                  | Album di provenienza                           |
| --------------------------------------------------------------------------------------------- | --------------------------------------- | ----------- | ----------- | ----------- | ----------- | ----------- | ----------- | ----------- | ----------- | --- | ---------------------------------------------- |
| 2013                                                                                          | Take Me To Church                       | 2           | 2           | 2           | 2           | 2           | 1           | 2           | 2           | - AUS: Platino (18) - CAN: Diamante - NLD: Platino (3) - NZL: Platino (9) - UK: Platino (7) - USA: Platino (13) | Hozier                                         |
| 2014                                                                                          | From Eden                               | 2           | —           | —           | —           | —           | —           | 69          | —           | - AUS: Oro - CAN: Platino - UK: Platino - USA: Platino                                                          | Hozier                                         |
| 2014                                                                                          | Sedated                                 | 3           | —           | —           | —           | —           | —           | —           | —           | | Hozier                                         |
| 2015                                                                                          | Work Song                               | 47          | —           | 92          | —           | —           | —           | —           | —           | - CAN: Platino (5) - NZL: Platino (2) - UK: Platino - USA: Platino (3)                                          | Hozier                                         |
| 2015                                                                                          | Someone New                             | 13          | 24          | 90          | —           | 13          | —           | 19          | —           | - AUS: Platino - CAN: Platino (4) - NZL: Platino (3) - UK: Platino (2) - USA: Platino (2)                       | Hozier                                         |
| 2015                                                                                          | Jackie & Wilson                         | 69          | —           | —           | —           | —           | —           | 179         | —           | - CAN: Platino - NZL: Platino - UK: Oro - USA: Platino                                                          | Hozier                                         |
| 2016                                                                                          | Cherry Wine                             | 56          | —           | —           | —           | —           | —           | —           | —           | - CAN: Platino - NZL: Platino - UK: Oro - USA: Platino                                                          | Hozier                                         |
| 2016                                                                                          | Better Love                             | 72          | —           | —           | —           | —           | —           | —           | —           | | The Legend of Tarzan                           |
| 2018                                                                                          | Nina Cried Power (feat. Mavis Staples)  | 10          | —           | —           | —           | —           | —           | 87          | —           | - CAN: Oro | Wasteland, Baby!                               |
| 2018                                                                                          | Movement                                | 40          | —           | —           | —           | —           | —           | —           | —           | - CAN: Platino - UK: Argento - USA: Platino                                                                     | Wasteland, Baby!                               |
| 2019                                                                                          | Almost (Sweet Music)                    | 8           | —           | —           | —           | —           | —           | 82          | —           | - CAN: Platino (2) - UK: Oro - USA: Platino (2)                                                                 | Wasteland, Baby!                               |
| 2019                                                                                          | Dinner & Diatribes                      | —           | —           | —           | —           | —           | —           | —           | —           | | Wasteland, Baby!                               |
| 2019                                                                                          | The Bones (Remix) (con Maren Morris)    | —           | —           | —           | —           | —           | —           | —           | —           | | /                                              |
| 2019                                                                                          | Jackboot Jump                           | —           | —           | —           | —           | —           | —           | —           | —           | | /                                              |
| 2020                                                                                          | The Parting Glass                       | 44          | —           | —           | —           | —           | —           | —           | —           | | /                                              |
| 2022                                                                                          | Swan Upon Leda                          | 33          | —           | —           | —           | —           | —           | —           | —           | | /                                              |
| 2022                                                                                          | Blood Upon the Snow (con Bear McCreary) | —           | —           | —           | —           | —           | —           | —           | —           | | God of War Ragnarok (Colonna Sonora Originale) |
| 2023                                                                                          | Eat Your Young                          | 7           | —           | 40          | 94          | 38          | 73          | 22          | 67          | - NZL: Oro - UK: Argento - USA: Oro                                                                             | Unreal Unearth                                 |
| 2023                                                                                          | Francesca                               | 37          | —           | —           | —           | —           | —           | —           | —           | | Unreal Unearth                                 |
| 2023                                                                                          | Unknown / Nth                           | 55          | —           | —           | —           | —           | —           | —           | —           | - USA: Oro | Unreal Unearth                                 |
| 2023                                                                                          | De Selby (Part 2)                       | 30          | —           | —           | —           | —           | —           | —           | —           | | Unreal Unearth                                 |
| 2023                                                                                          | Northern Attitude (con Noah Kahan)      | —           | 63          | 21          | —           | 39          | —           | —           | 37          | - CAN: Platino (2) - NZL: Platino - UK: Oro - USA: Platino                                                      | Stick Season (Forever)                         |
| 2024                                                                                          | Too Sweet                               | 1           | 1           | 2           | 9           | 1           | 5           | 1           | 1           | - AUS: Platino (4) - NLD: Oro - NZL: Platino (3) - UK: Platino (3) - USA: Platino (4)                           | Unheard                                        |
| 2024                                                                                          | Nobody's Soldier                        | 44          | —           | 90          | —           | —           | —           | 48          | 101         | | Unaired                                        |
| 2024                                                                                          | Hymn to Virgil                          | —           | —           | —           | —           | —           | —           | —           | —           | | Unreal Unearth: Unending                       |
| "—" indica che l'opera non si è classificata o che non è stata pubblicata in quel territorio. |                                         |             |             |             |             |             |             |             |             | |                                                |

### Come artista ospite
| Anno                                                                                          | Titolo                                    | Classifiche | Classifiche | Classifiche | Classifiche | Classifiche | Classifiche | Classifiche | Classifiche | Certificazioni                                         | Album di provenienza |
| Anno                                                                                          | Titolo                                    | IRE         | AUS         | CAN         | NLD         | NZL         | SWI         | UK          | USA         | Certificazioni                                         | Album di provenienza |
| --------------------------------------------------------------------------------------------- | ----------------------------------------- | ----------- | ----------- | ----------- | ----------- | ----------- | ----------- | ----------- | ----------- | ------------------------------------------------------ | -------------------- |
| 2021                                                                                          | Tell It to My Heart (Meduza feat. Hozier) | 13          | —           | —           | 55          | —           | 65          | 46          | —           | - CAN: Platino - ITA: Platino - UK: Argento - USA: Oro | /                    |
| "—" indica che l'opera non si è classificata o che non è stata pubblicata in quel territorio. |                                           |             |             |             |             |             |             |             |             |                                                        |                      |

## Altri brani entrati in classifica o certificati
| Anno                                                                                          | Titolo                                           | Classifiche | Classifiche | Classifiche | Classifiche | Certificazioni                          | Album di provenienza                |
| Anno                                                                                          | Titolo                                           | IRE         | CAN         | UK          | USA         | Certificazioni                          | Album di provenienza                |
| --------------------------------------------------------------------------------------------- | ------------------------------------------------ | ----------- | ----------- | ----------- | ----------- | --------------------------------------- | ----------------------------------- |
| 2013                                                                                          | Like Real People Do                              | 69          | —           | —           | —           | - UK: Argento - USA: Platino            | Take Me to Church / Hozier          |
| 2013                                                                                          | Angel of Small Death & the Codeine Scene         | 34          | —           | —           | —           | - UK: Argento - USA: Oro                | Take Me to Church / Hozier          |
| 2014                                                                                          | Arsonist's Lullabye                              | —           | —           | —           | —           | - USA: Oro                              | From Eden / Hozier                  |
| 2014                                                                                          | To Be Alone                                      | 74          | —           | —           | —           | - USA: Oro                              | From Eden / Hozier                  |
| 2018                                                                                          | NFWMB                                            | 27          | —           | —           | —           |                                         | Nina Cried Power                    |
| 2018                                                                                          | Moment's Silence (Common Tongue)                 | —           | —           | —           | —           |                                         | Nina Cried Power                    |
| 2018                                                                                          | Shrike                                           | 31          | —           | —           | —           | - CAN: Platino - USA: Platino           | Nina Cried Power / Wasteland, Baby! |
| 2019                                                                                          | No Plan                                          | —           | —           | —           | —           |                                         | Wasteland, Baby!                    |
| 2019                                                                                          | To Noise Making (Sing)                           | 44          | —           | —           | —           |                                         | Wasteland, Baby!                    |
| 2019                                                                                          | Would That I                                     | —           | —           | —           | —           | - CAN: Platino - UK: Argento - USA: Oro | Wasteland, Baby!                    |
| 2019                                                                                          | Wasteland, Baby!                                 | —           | —           | —           | —           | - CAN: Platino                          | Wasteland, Baby!                    |
| 2023                                                                                          | All Things End                                   | 30          | —           | —           | —           |                                         | Eat Your Young / Unreal Unearth     |
| 2023                                                                                          | Through Me (The Flood)                           | 40          | —           | —           | —           |                                         | Eat Your Young / Unreal Unearth     |
| 2023                                                                                          | De Selby (Part 1)                                | 34          | —           | —           | —           |                                         | Unreal Unearth                      |
| 2023                                                                                          | First Time                                       | —           | —           | —           | —           |                                         | Unreal Unearth                      |
| 2023                                                                                          | I, Carrion (Icarian)                             | —           | —           | —           | —           |                                         | Unreal Unearth                      |
| 2023                                                                                          | Damage Gets Done (con Brandi Carlile)            | 67          | —           | 86          | —           |                                         | Unreal Unearth                      |
| 2023                                                                                          | Who We Are                                       | —           | —           | —           | —           |                                         | Unreal Unearth                      |
| 2023                                                                                          | Son of Nyx                                       | —           | —           | —           | —           |                                         | Unreal Unearth                      |
| 2023                                                                                          | To Someone from a Warm Climate (Uiscefhuaraithe) | —           | —           | —           | —           |                                         | Unreal Unearth                      |
| 2023                                                                                          | Butchered Tongue                                 | —           | —           | —           | —           |                                         | Unreal Unearth                      |
| 2023                                                                                          | Anything But                                     | —           | —           | —           | —           |                                         | Unreal Unearth                      |
| 2023                                                                                          | Abstract (Psychopomp)                            | —           | —           | —           | —           |                                         | Unreal Unearth                      |
| 2023                                                                                          | First Light                                      | —           | —           | —           | —           |                                         | Unreal Unearth                      |
| 2024                                                                                          | Wildflower and Barley (con Allison Russell)      | 35          | 72          | 86          | 88          |                                         | Unheard                             |
| 2024                                                                                          | Empire Now                                       | 39          | 79          | 92          | 98          |                                         | Unheard                             |
| 2024                                                                                          | Fare Well                                        | —           | —           | —           | —           |                                         | Unheard                             |
| "—" indica che l'opera non si è classificata o che non è stata pubblicata in quel territorio. |                                                  |             |             |             |             |                                         |                                     |